# Kvarnbäckens metrostation
Kvarnbäcken (finska: Myllypuro) är en station inom Helsingfors metro i delområdet Kvarnbäcken i stadsdelen Botby.
Stationen öppnades den 21 oktober 1986. Arkitektbyrån Toivo Korhonen Oy projekterade stationen. Stationen ligger 1,922 kilometer från Östra centrum och 1,371 kilometer från Gårdsbacka.

## Galleri

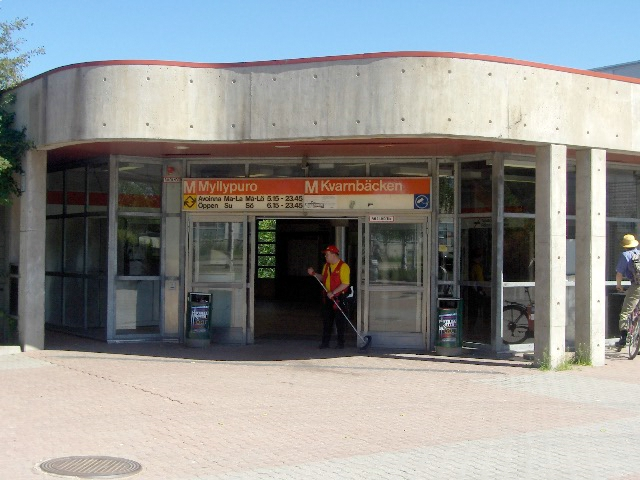
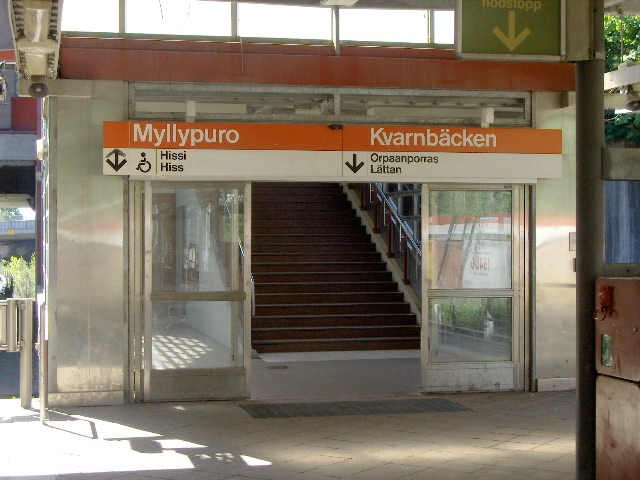
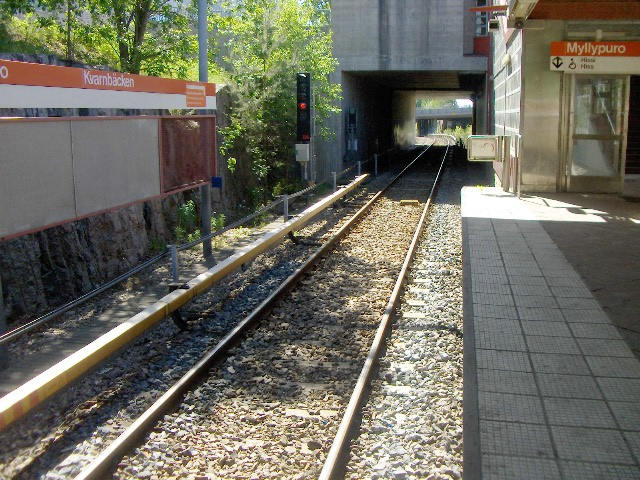